# Deanolis

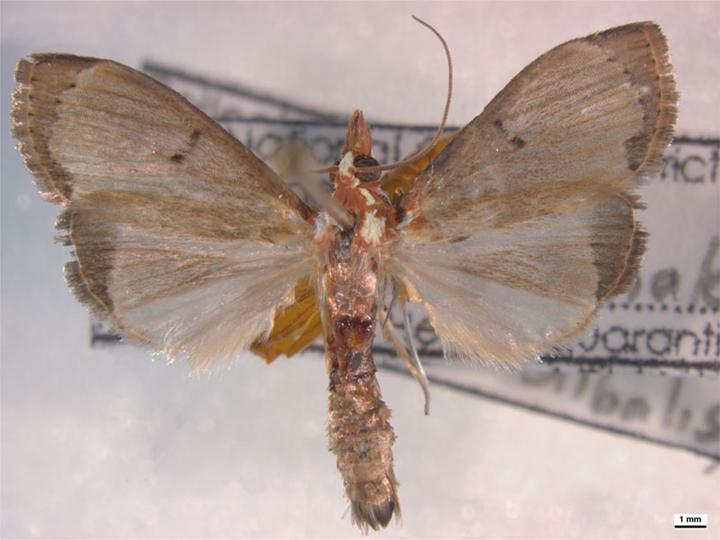
Deanolis sublimbalis.

Deanolis est un genre de papillons de nuit de la famille des Crambidae ne contenant qu'une espèce, la chenille à rayures rouges du manguier (Deanolis sublimbalis). On la trouve en Inde (Sikkim, Darjeeling), en Indonésie (Sulawesi), en Papouasie-Nouvelle-Guinée, en Birmanie, en Thaïlande, en Chine, au Brunei er aux Philippines. On note pour la première fois sa présence en 1990 en Australie dans le détroit de Torrès et en 2001, elle est détectée sur l'île principale au nord de la zone péninsulaire, à la pointe de la péninsule du cap York dans le Queensland.

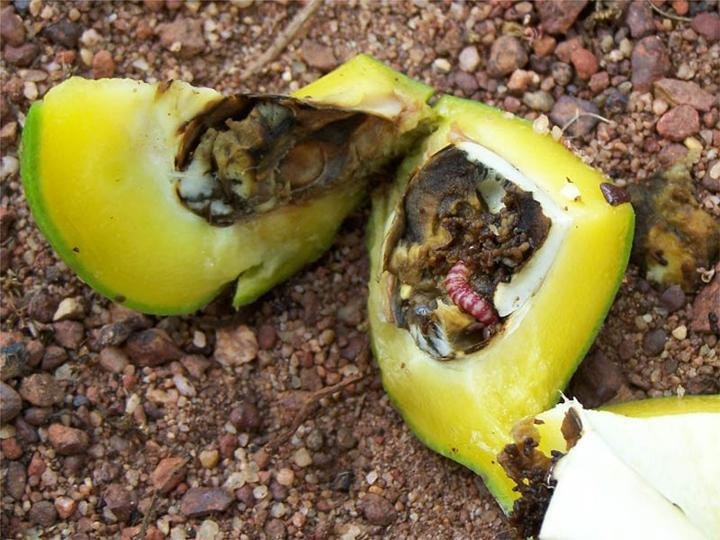
Larve dans une mangue.

Son envergure est d'environ 20 mm. Les ailes antérieures sont de couleur blanches avec des parties plus sombres. La couleur de fond des ailes postérieures est blanche.
Les larves sont des ravageurs de la mangue (fruit de Mangifera indica), mais il a été rapporté qu'elle se nourrissent aussi de Mangifera minor et Mangifera odorata. Elles éclosent et creusent dans l'extrémité distale du fruit. Les larves passent  par cinq stades dans le fruit, avec une période de développement larvaire de 14 à 20 jours. Les premiers stades larvaires se nourrissent de la pulpe du fruit, formant un réseau de tunnels pouvant provoquer l'effondrement du fruit. Les derniers stades se nourrissent des graines. Il a été trouvé jusqu'à 11 larves dans un fruit, mais en général il n'y a qu'une seule larve par fruit.